# 渡邉正義
渡邉正義（わたなべ まさよし、1954年12月20日 - ）は、日本の化学者。横浜国立大学大学院工学研究院教授を経て、同大名誉教授。電気化学会会長。工学博士。専門は高分子化学、電気化学。神奈川県生まれ。

## 略歴
- 1974年、神奈川県立希望ヶ丘高等学校卒業
- 1978年、早稲田大学理工学部応用化学科卒業
- 1982年、早稲田大学大学院理工学研究科博士課程中退
- 同年、上智大学理工学部化学科助手
- 1983年、早稲田大学大学院理工学研究科 工学博士 論文名は 「Studies on Electrically Conducting Polymers with Electronic and Ionic Carriers」
- 1988年 - 1990年、ノースカロライナ大学研究員
- 1992年、横浜国立大学工学部物質工学科講師
- 1994年、横浜国立大学工学部物質工学科助教授
- 1998年、横浜国立大学工学部物質工学科教授
- 1999年 - 2002年、東京大学大学院工学系研究科客員教授を併任。
- 2001年（改組により）横浜国立大学大学院工学研究院 教授

## 研究内容
イオン液体やイオン伝導性高分子（リチウム系、プロトン系、電子輸送系など）の開発と物性評価・導電機構の検討、これを電解質とした（固体）電気化学系や電気化学機能界面の構築、高分子中における酸化還元錯体間の電子移動反応の解析、リチウム系二次電池（リチウムイオン二次電池、リチウム・硫黄電池、リチウム・空気電池など）、燃料電池、太陽電池、ソフトアクチュエータへ適用するための分子設計の手法。コロイド結晶鋳型法を用いた多孔質材料の創製と機能評価、多孔質炭素材料の電極への適用。イオン液体中における高分子の相転移挙動の解析やレドックス活性基を有する（感温性）高分子の電気化学的挙動の解析、金基板上における（感温性）高分子の固定化と表面物性解析。

## 受賞歴
- 2006年 電気化学会 学術賞。
- 2006年 高分子学会賞。
- 2016年 電気化学会学会賞。
- 2016年 Max Bredig Award in Molten Salt and Ionic Liquid Chemistry。
- 2022年 紫綬褒章[2][3]

など